# El Águila Descalza
El Águila Descalza es un grupo teatral colombiano de la ciudad de Medellín, Antioquia; conformado por Carlos Mario Aguirre y Cristina Toro; fue fundado 1980, como un proyecto unipersonal de Carlos Mario Aguirre, pero luego de los años 1990 se convierte en una sólida institución cultural dedicada al fomento de las artes escénicas y audiovisuales y sus obras han batido récords de asistencia en Colombia consolidándose como la agrupación con mayor capacidad de convocatoria en el país.

## Historia
La historia del grupo se inicia en 1980, cuando Carlos Mario Aguirre presenta la obra «Mima-mame-mima: Corporizaciones para después de cenar», una obra de mimo y pantomima donde involucra música contemporánea de Peter Maxwell Davies, «8 canciones para un rey loco» en la que introduce diapositivas de acetato, elemento que será recurrente en las obras de Aguirre.
En 1981 estrena «El pupilo que quiso ser tutor» de Peter Handke la cual es presentada versionada con varios actores.
En 1982 presenta «Medellín: a solas contigo» inspirada en el texto de Gonzalo Arango en una versión para pequeña orquesta y motocicleta; en 1984 estrena «El sueño de las escalinatas» de Jorge Zalamea Borda, «La cantante calva», de Eugène Ionesco, «El canto del cisne», de Antón Chéjov y «Tanto tango», una opereta inspirada en ese género musical.
En el año de 1985 ingresa al grupo Cristina Toro. Juntos se aventuran a inaugurar una nueva sede en el mismo barrio, con capacidad inicial para 25 personas, la cual fue ampliándose en la medida en que el público crecía para dar cabida a 100 personas.
En 1985 se estrena la obra «El sueño del pibe: del Dorado a los extraditables», una versión teatral inspirada en el concepto del fuera de lugar de Oswaldo Zubeldía; un remontaje con Cristina Toro de la obra «Tanto tango», y la opereta «Boleros en su ruta».
En 1986 se estrena «País paisa», obra que marcó un hito en la historia del teatro colombiano y dio a conocer al grupo en el ámbito nacional e internacional. 
En 2 se octubre del 2021 el grupo teatral lanzó a la venta ¡Mucha gracia!, una edición en dos tomos escrita por Carlos Mario Aguirre y Cristina Toro en la que se narra la historia de la agrupación teatral de 1980 a 2020. 

## La Sede
La primera sede del Águila Descalza empezó a funcionar en 1984 en una pequeña habitación del apartamento que ocupaba Carlos Mario Aguirre en el Barrio Laureles de Medellín, donde se presentaba para los 7 espectadores que podía acomodar; por esos días él era el director, actor, taquillero y luminotécnico.
La sede actual del Águila Descalza se encuentra ubicada el cruce de la Carrera 45D con la calle 59 en el barrio Prado de Medellín; fue inaugurada en noviembre de 2000, se trata de una mansión que cuenta con terrazas, salones y galerías donde se realizan actividades artísticas, académicas y sociales; además es sede del Museo Teatro Prado que conserva óleos, dibujos y collages de Carlos Mario Aguirre y otros artistas colombianos, con actividades al público permanentes; una sala con capacidad para 460 espectadores y un café bar que es punto de encuentro antes y después de las presentaciones.
La casa fue construida en 1916, en 1919 fue reconocida como «la fachada más bella» por el Concejo de la ciudad; en 1925 sirvió como localización para la película «Bajo el cielo antioqueño», allí ensayaba la orquesta Sinfónica de Antioquia en sus comienzos y se alojaron importantes personalidades del mundo de la ópera, la zarzuela y el teatro, que visitaban Medellín en las primeras décadas del siglo XX; en 1991 es declarada bien de interés arquitectónico, cultural y urbanístico.
En 2012, el grupo adquirió una nueva propiedad con el propósito de ampliar la oferta cultural de la ciudad y seguir aportando en la recuperación del tradicional barrio Prado:
El Solar del Águila, inaugurado el 25 de septiembre de 2023, es la nueva sede cultural de El Águila Descalza ubicada en la manzana contigua al Teatro Prado en la carrera 45 # 59 – 77. Este espacio destinado al arte y el pensamiento ocupa una casona centenaria rodeada de jardines, que cuenta con escenario, museo-galería de arte y café-bar. 
En sus pasillos y salones se exhiben piezas gráficas que ilustran la trayectoria de la agrupación teatral El Águila Descalza y una colección de obras de arte con óleos, dibujos y collages de Carlos Mario Aguirre. 

## Obras y producciones
| Año         | Tipo                                                   | Título                                                             |
| ----------- | ------------------------------------------------------ | ------------------------------------------------------------------ |
| 1980        | Obra de teatro                                         | «Mima-mame-mima» con música de Peter Maxwell Davies                |
| 1981        | Obra de teatro                                         | «El pupilo que quiso ser tutor» de Peter Handke                    |
| 1982        | Obra de teatro                                         | «Medellín a solas contigo» inspirada en el texto de Gonzalo Arango |
| 1984        | Obra de teatro                                         | «El canto del cisne» de Antón Chéjov                               |
| 1984        | Obra de teatro                                         | «El sueño de las escalinatas» de Jorge Zalamea Borda               |
| 1984        | Obra de teatro                                         | «La cantante calva» de Eugène Ionesco                              |
| 1984        | Obra de teatro                                         | «Tanto tango»                                                      |
| 1985        | Obra de teatro                                         | «El sueño del pibe: del Dorado a los extraditables»                |
| 1986        | Obra de teatro                                         | «Filomena la vaca "filomenal"»                                     |
| 1986        | Obra de teatro                                         | «País paisa»                                                       |
| 1987        | Obra de teatro                                         | «Pues Antioquia vos»                                               |
| 1989        | Obra de teatro                                         | «Medio Medellín»                                                   |
| 1989 - 1990 | Seriado de 52 capítulos, transmitido por Teleantioquia | «El País Paisa»                                                    |
| 1991        | Obra de teatro                                         | «Medellín en cartel»                                               |
| 1992        | Obra de teatro                                         | «Trapitos al sol»                                                  |
| 1993        | Obra de teatro                                         | «Chicos malos S.A»                                                 |
| 1994        | Obra de teatro                                         | «Pecao mortal»                                                     |
| 1995        | Obra de teatro                                         | «Colcha de retazos»                                                |
| 1996        | Obra de teatro                                         | «Cosas de la vida»                                                 |
| 1996        | Obra de teatro                                         | «Vida de perros»                                                   |
| 1998        | Obra de teatro, Segunda versión                        | «El sueño del pibe»                                                |
| 1999        | Obra de teatro                                         | «La patria boba»                                                   |
| 2000        | Obra de teatro                                         | «Historia clínica»                                                 |
| 2000        | Obra de teatro                                         | «Matando el tiempo»                                                |
| 2001        | Obra de teatro                                         | «Su Mamá, la suya»                                                 |
| 2002        | Obra de teatro                                         | «San Gardel de Medellín»                                           |
| 2004        | Obra de teatro                                         | «Ambiente familiar con cantaleta»                                  |
| 2004        | Película                                               | «Todos los hombres son iguales y las mujeres también»              |
| 2005        | Obra de teatro                                         | «Llevando del bulto»                                               |
| 2006        | Obra de teatro                                         | «Mañana le pago»                                                   |
| 2006        | Versión en DVD                                         | «País paisa»                                                       |
| 2006        | Obra de teatro                                         | «Va la madre»                                                      |
| 2007        | Versión en DVD                                         | «Mañana le pago»                                                   |
| 2007        | Versión en DVD                                         | «Trapitos al sol»                                                  |
| 2008        | Obra de teatro                                         | «Coma callao»                                                      |
| 2008        | Versión en DVD                                         | «Va la madre»                                                      |
| 2009        | Obra de teatro                                         | «Chupe por bobo»                                                   |
| 2009        | Versión en DVD                                         | «Chupe por bobo»                                                   |
| 2009        | Versión en DVD                                         | «Coma callao»                                                      |
| 2010        | Versión en DVD                                         | «La patria boba»                                                   |
| 2010        | Obra de teatro                                         | «No vuelvo a beber»                                                |
| 2015        | Obra de teatro                                         | «La puntica no más»                                                |
| 2015        | Obra de teatro                                         | «Los pasos del olvido»                                             |
| 2015        | Obra de teatro                                         | «Tanto Tango, versión 30 años»                                     |
| 2016        | Película                                               | «Historias clínicas»                                               |
| 2017        | Obra de teatro                                         | «Gringolombia»                                                     |
| 2018        | Obra de teatro                                         | «Bandeja paisa, lo que no mata engorda»                            |
| 2021        | Obra de teatro                                         | «Coronavirus, una obra viral»                                      |
| 2022        | Obra de teatro                                         | «Luna de mier...»                                                  |

Las primeras producciones del grupo eran reinterpretaciones de obras de escritores como Eugène Ionesco y Antón Chéjov; es desde 1984 que el grupo empieza a producir sus propios dramas.
Desde el 2006, el grupo ha llevado al formato de DVD varias de sus obras.
Además de su abundante producción para las teatro, el grupo incursionó en 2004 la cinematografía con la obra inédita «Todos los hombres son iguales y las mujeres también».